# Sutherlin
Sutherlin es una ciudad ubicada en el condado de Douglas en el estado estadounidense de Oregón. En el año 2000 tenía una población de 6.669 habitantes y una densidad poblacional de 495.2 personas por km².

## Geografía
Sutherlin se encuentra ubicada en las coordenadas 43°23′18″N 123°18′58″O / 43.38833, -123.31611.

## Demografía
Según la Oficina del Censo en 2000 los ingresos medios por hogar en la localidad eran de $29,068, y los ingresos medios por familia eran $34,414. Los hombres tenían unos ingresos medios de $32,047 frente a los $20,911 para las mujeres. La renta per cápita para la localidad era de $13,439. Alrededor del 14.9% de la población estaban por debajo del umbral de pobreza.